# Ilià Iaixin
Ilià Valerievitx Iaixin (rus: Илья́ Вале́рьевич Я́шин, nascut el 29 de juny de 1983) és un polític de l'oposició rusa. Va ser vicepresident del partit PARNAS entre el 2012 i el 2016. Posteriorment va ser elegit president del consell de diputats del districte municipal de Krasnoselski, càrrec que va ocupar del 2017 al 2021.
Iaixin va cofundar el moviment cívic juvenil Oborona el 2005 i posteriorment el moviment polític Solidarnost el 2008, del qual encara és un dels líders. Va ser un participant actiu a la Marxa del desacord i a les protestes russes de 2011-2013. El 2012 va ser elegit membre del Consell de Coordinació de l'Oposició Russa. Enmig de l'augment de la repressió del govern contra l'oposició després de la invasió russa d'Ucraïna el 2022, alguns consideraven que Iaixin tenia la plataforma més gran de l'oposició política que no havia sortit del país, ni havia estat empresonat ni assassinat. No obstant això, el juny de 2022, va ser detingut, i després acusat sota les noves lleis de censura de guerra de difondre notícies falses sobre les Forces Armades. El desembre de 2022 va ser condemnat a vuit anys i mig de presó. L'agost de 2024 va ser alliberat gràcies a un intercanvi de presos entre Rússia i alguns governs occidentals.

## Biografia

### Infància i educació
Ilià Iaixin va néixer en una família russa, a Moscou el 29 de juliol de 1983. Es va graduar a la Universitat Independent Internacional de Ciències Polítiques i Ambientals, la Facultat de Ciències Polítiques, el 2005.

### Carrera política
Va exercir com a líder de l'ala juvenil del partit Iàbloko des del 2001 fins al 2008, organitzant protestes massives i parlant als mitjans de comunicació sobre les seves causes. Tanmateix, quan el 2008 es va convertir en membre actiu de Solidarnost, Iàbloko el va expulsar per "causar danys polítics".
Iaixin es va presentar al parlament de Moscou el 2005.
Iaixin és conegut per fer discursos apassionats als mítings de l'oposició. És un participant actiu de la campanya Strategy-31 per la llibertat de reunió. El 2005, va parlar en contra del moviment Nashi, que dona suport al president Vladímir Putin.
El 31 de desembre de 2010, Iaixin va ser arrestat per manifestar-se a Moscou en una altra manifestació per a l'Estratègia-31. Va ser traslladat a una comissaria i detingut durant quinze dies. Afirma que després la policia va fabricar proves contra ell. Amnistia Internacional el va declarar pres de consciència, juntament amb Borís Nemtsov i Konstantin Kosiakin.
Després del suposat segrest i tortura de l'activista de l'oposició Leonid Razvozzhayev, de Kíiv, Ucraïna, Iaixin va ser arrestat el 27 d'octubre de 2012 juntament amb Sergei Udaltsov i Aleksei Navalni mentre intentava unir-se a una protesta de Moscou en nom de Razvozzhayev. Els tres van ser acusats de violar l'ordre públic, per la qual cosa se'ls podia multar fins a 30.000 rubles (1.000 dòlars EUA) o se'ls podia donar 50 hores de treball comunitari.
El 23 de febrer de 2016, Iaixin, malgrat l'assetjament per part de la policia i els estafadors, va presentar un informe criticant el líder txetxè Ramzan Kadírov, titllant-lo de perill per a la seguretat nacional russa i va demanar la seva dimissió. L'informe va destacar l'encoratjament de Kadírov a la violència contra els activistes de l'oposició i els funcionaris federals de l'aplicació de la llei, el seu estil de vida luxós i la corrupció, i la construcció d'un exèrcit personal.

### Diputat municipal de Moscou

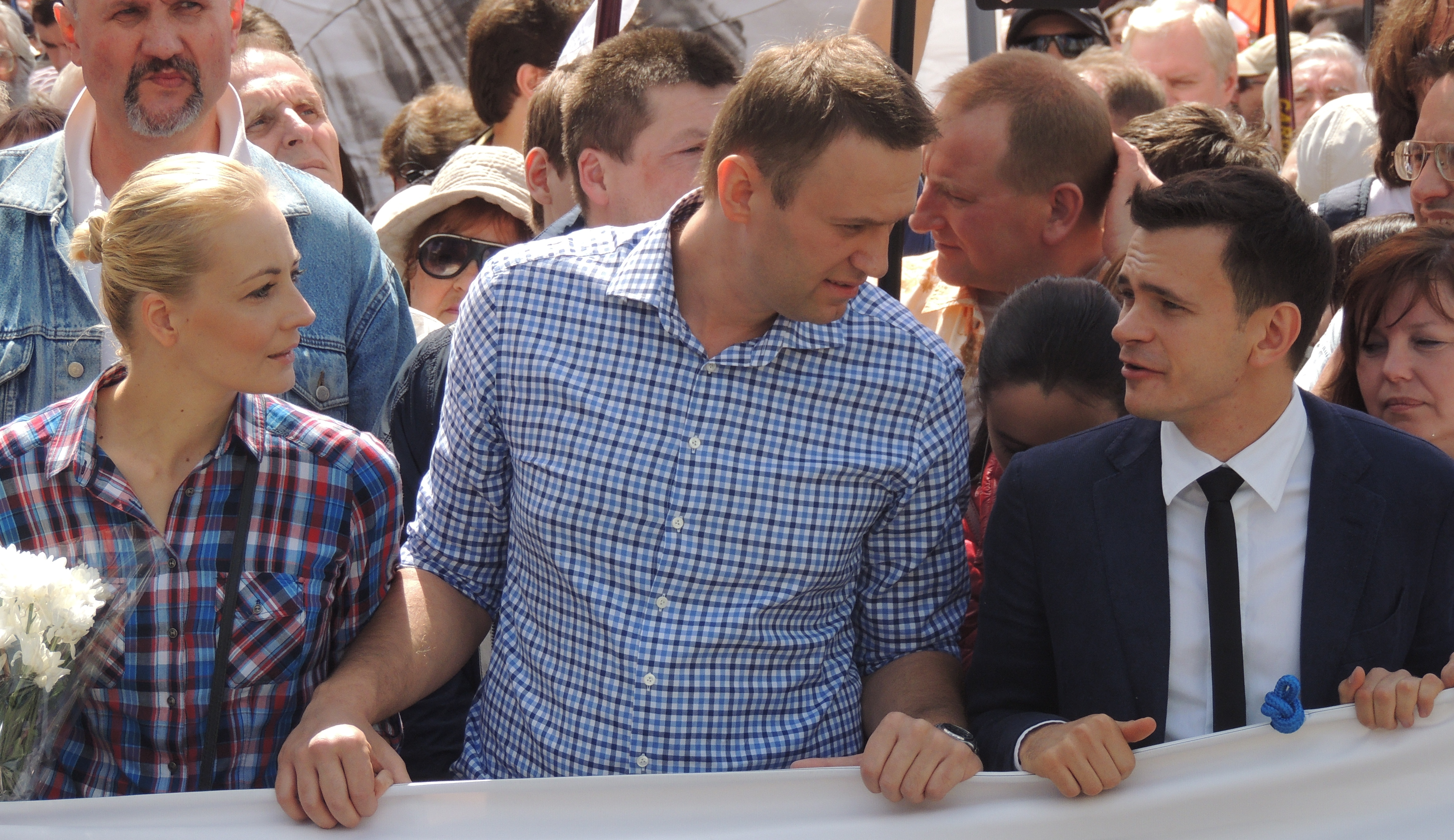
Aleksei Navalni, la seva dona Yulia i Ilià Iaixin a la manifestació de l'oposició a Moscou el 12 de juny de 2013

El 10 de setembre de 2017, Iaixin va ser elegit diputat municipal del Districte de Krasnoselski, Moscou L'equip Solidarnost va guanyar 7 de 10 escons en aquest districte (la Rússia Unida va guanyar els altres 3). El 25 de setembre de 2017 va prendre el càrrec. El 7 d'octubre de 2017 Ilià Iaixin va ser elegit president del consell de diputats del Districte de Krasnoselski, Moscou.
L'11 d'abril de 2018, Iaixin va anunciar la seva intenció de presentar-se a les eleccions per al Govern de Moscou i vèncer al titular Sergei Sobianin.
El 25 de juny de 2021, se li va prohibir presentar-se a les properes eleccions legislatives després de ser considerat un "extremista". Va informar que considerava que era degut al seu suport a Aleksei Navalni.
El març de 2022, Iaixin va criticar públicament la invasió russa d'Ucraïna.

### Empresonament el 2022
A la tarda del 27 de juny de 2022, Ilià Iaixin va ser arrestat a Moscou per la policia. El 28 de juny, Iaixin va ser condemnat a 15 dies de detenció per desobeir a un agent de policia. Iaixin va al·legar que l'acusació tenia motivacions polítiques i tenia la intenció de suprimir la seva posició política cap a la guerra d'Ucraïna.
El 12 de juliol, Iaixin va ser acusat pel Comitè d'Investigació de Rússia de desacreditar les Forces Armades russes i la seva casa va ser escorcollada. El 13 de juliol, un tribunal rus va ordenar la seva detenció preventiva Amnistia Internacional i desenes d'altres organitzacions han demanat a Rússia que l'alliberés immediatament, ja que la seva detenció és àmpliament considerada com un càstig per les seves crítiques a la invasió d'Ucraïna.
El 9 de desembre de 2022, un tribunal de Moscou va condemnar Ilià Iaixin a vuit anys i sis mesos de presó per les seves declaracions sobre les circumstàncies de la massacre de Butxa. En les declaracions finals al tribunal abans del veredicte, Iaixin va dir: "Com si em cosien la boca i em prohibissin parlar per sempre. Tothom entén que aquest és el punt. Estic aïllat de la societat perquè volen que calli. Prometo que mentre estigui viu no ho seré mai. La meva missió és dir la veritat. No renunciaré a la veritat ni tan sols entre reixes. Després de tot, citant el clàssic: 'La mentida és la religió dels esclaus'" L'agost de 2024 va ser alliberat gràcies a un intercanvi de presos entre Rússia i alguns governs occidentals.

## Història electoral
| Candidat    | Vots  | %      |          |
| ----------- | ----- | ------ | -------- |
| Ilià Iaixin | 919   | 37,24% | Escollit |
| Total       | 2470  | 22,28% |          |
|             |       |        |          |
| Font:       | Font: | [ 23 ] |          |